# Хаджи Димитир (село)
Хаджи́ Дими́тир (болг. Хаджи Димитър) — село в Добрицькій області Болгарії. Входить до складу общини Каварна.

## Населення
За даними перепису населення 2011 року у селі проживали 96 осіб, усі — болгари.
Розподіл населення за віком у 2011 році:
Динаміка населення: